# مانوئل کاپس
مانوئل کاپس (انگلیسی: Manuel Capasso؛ زادهٔ ۱۹ آوریل ۱۹۹۶) بازیکن فوتبال اهل آرژانتین است.